# Ostindia

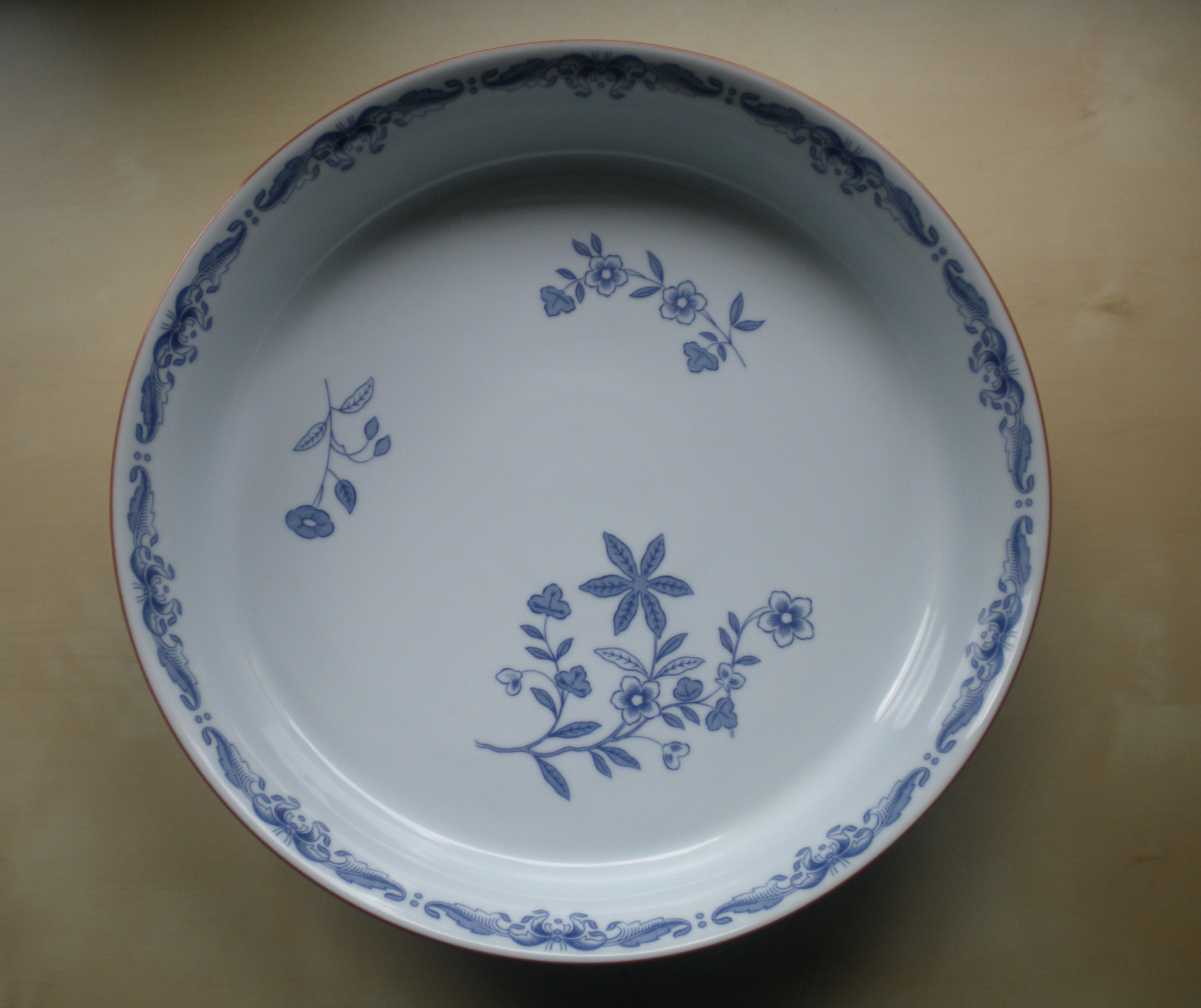
Tallrik i servisen Ostindia.

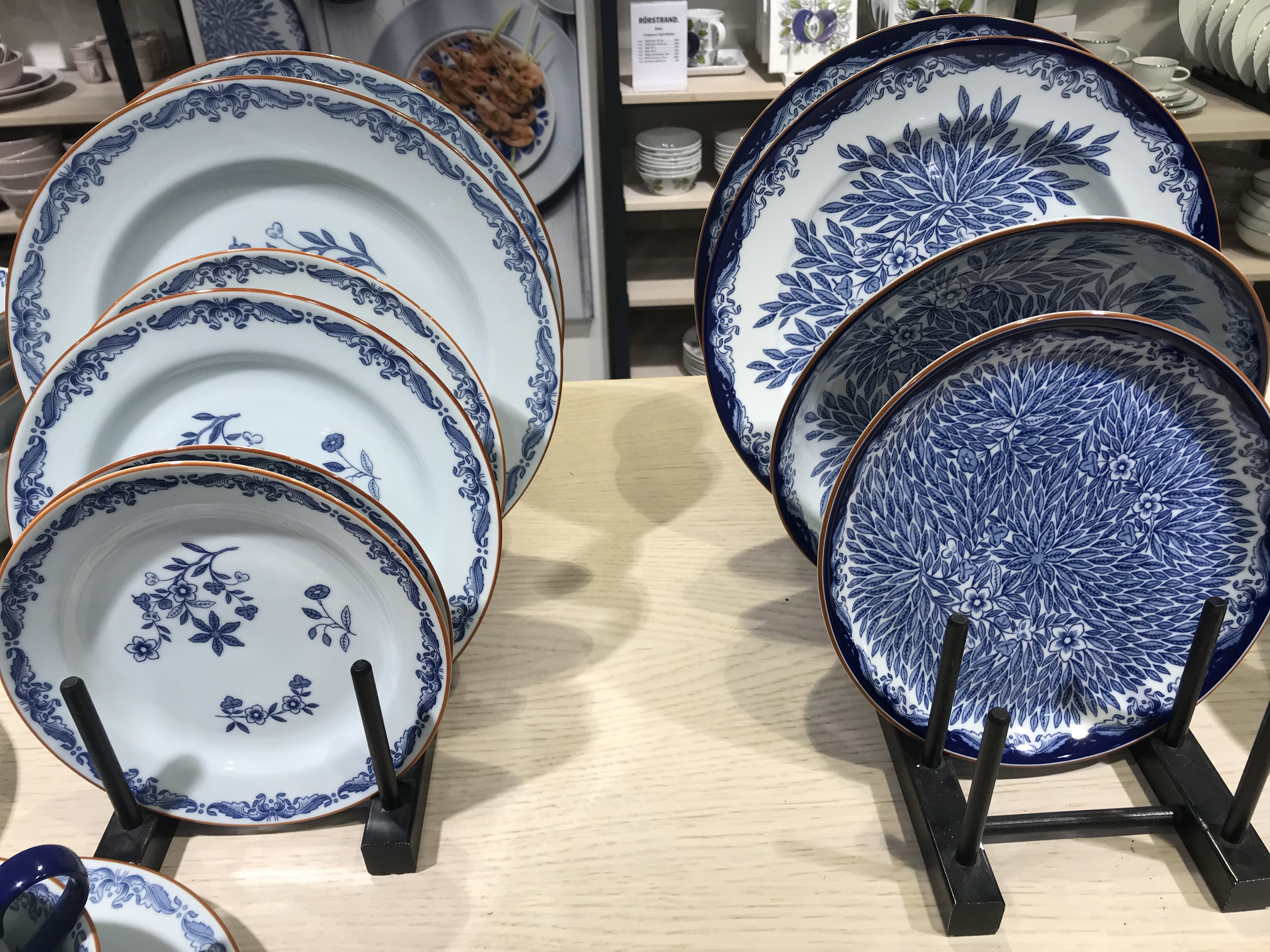
Ostindia till vänster och Ostindia Floris till höger.

Ostindia är en servis från Rörstrands Porslinsfabrik. Den introducerades 1932, inspirerad av det kinesiska porslin som på 1700-talet importerades av det Svenska Ostindiska Companiet. Dekoren kopierades rakt av från ett kinesiskt mönster, som överfördes till tidigare existerande modeller från fabriken. Från början tillverkades den i flintgods och hade tryckt dekor med handmålad kant. Servisen Ostindia ingår i Nationalmuseums permanenta utställning Den moderna formen 1900–2000.   
Servisen Ostindia började nytillverkas 1988 i fältspatsporslin. Rörstrand har utvecklat mönstret och sedan 2012 tillverkas även Ostindia Floris, formgivet av Anna Lerinder och Caroline Slotte. Dekoren utmärks av ett tätt bladverk som vecklar ut sig över porslinet som ett flor. 